# 2025年美国联邦政府大规模裁员
2025年美国联邦政府大规模裁员是指第二次川普總統任期內的美國聯邦政府於2025年初宣布的裁撤超过275,000名美国联邦公务员的計劃。 
政府效率部負責推動此次美國聯邦政府的裁員計劃，此次裁員計劃分阶段进行：1 月份美國聯邦政府發佈一项行政命令，取消美國聯邦政府公务员的在職保障；  當月又推出買斷方案，公務員可以數月後辭職，期間可以繼續領工資；  美國聯邦政府又关闭包括美国国际开发署和消費者金融保護局在內的政府机构； 解雇数以万计的“美國聯邦政府试用期员工” 。 2月26日，美國聯邦政府各机构負責人被要求在3月14日之前提交具体裁员计划。 
截至2025年5月12日，据纽约时报的統計，已确认超过58,000人被裁，超过76,000 人接受买断方案（接受賠償後辭職），另有14.9万人已被列入裁减計劃；這些人數合计占240万美國联邦政府文职人员的12%。 
2025年5月9日，加利福尼亚北区联邦地区法院一名法官颁布为期两周的临时禁令，要求美國联邦机构撤销根据特朗普行政令发布的任何裁员决定，恢复被休假的政府工作人员职位，并给予相应补偿。5月22日，加利福尼亚北区联邦地区法院再次裁决对禁令予以无限期延长。次日美国司法部向第九巡回上诉法院提起上诉。5月30日，第九巡回上诉法院駁回美国司法部的上訴。　6月2日，特朗普政府繼續向美國最高法院提起上诉。